# Giro d’Italia
Giro d’Italia (wym. [ˈdʒiːro diˈtaːlja]) – wieloetapowy wyścig kolarski rozgrywany corocznie od 1909 we Włoszech. Wchodzi w skład grupy trzech tzw. „wielkich tourów”, najważniejszych wyścigów etapowych świata (do grona tego należą także Tour de France i Vuelta a España). Jego organizatorem jest koncern medialny RCS MediaGroup, będący właścicielem La Gazzetta dello Sport – inicjatora rozgrywania całej imprezy.
Pierwsza edycja imprezy odbyła się w 1909 z inicjatywy La Gazzetta dello Sport. Od tego czasu wyścig rozgrywany jest co roku – kolejne edycje nie odbyły się tylko ze względu na konflikty zbrojne w latach 1915–1918 (I wojna światowa) oraz 1941–1945 (II wojna światowa). Wyścig zwyczajowo organizowany jest w maju, jako pierwszy z trzech „wielkich tourów”. W 1912, jedyny raz w historii, w klasyfikacji końcowej wyścigu nagradzano najlepsze zespoły, a nie indywidualnych zawodników.
Wyścig dookoła Włoch rozgrywany jest głównie na terytorium tego państwa, jednak jego trasa prowadzi również poza granicami Włoch – etapy różnych edycji rywalizacji rozpoczynały się w kilkunastu różnych państwach europejskich, a nawet w Izraelu, w którym odbywał się początek edycji z 2018.
Najbardziej utytułowanymi kolarzami w historii wyścigu są Alfredo Binda, Fausto Coppi oraz Eddy Merckx, którzy triumfowali w klasyfikacji generalnej Giro po pięć razy. Najwięcej zwycięstw etapowych odniósł z kolei Mario Cipollini, który w swojej karierze wygrał 42 etapy tego wyścigu.
Początkowy zwycięzca edycji z 2011, Alberto Contador, na skutek złamania przepisów antydopingowych, został pozbawiony triumfu decyzją Sportowego Sądu Arbitrażowego, a 1. pozycję przyznano drugiemu na mecie Michele Scarponiemu. Przypadek dopingu wśród zawodników, którzy ukończyli wyścig na podium klasyfikacji generalnej, miał miejsce również dwa lata wcześniej, gdy zdyskwalifikowani zostali Danilo Di Luca (2. na mecie) i Franco Pellizotti (3.), a miejsca na podium przyznano kolejnym kolarzom.
W historii wyścigu miały miejsce cztery wypadki śmiertelne uczestniczących w nim kolarzy – śmierć na skutek doznanych obrażeń odnieśli Orfeo Ponsin (1952), Juan Manuel Santisteban (1976), Emilio Ravasio (1986) oraz Wouter Weylandt (2011).

## Zwycięzcy
Opracowano na podstawie:
| Rok  | Pierwsze            | Drugie                   | Trzecie                  |
| ---- | ------------------- | ------------------------ | ------------------------ |
| 1909 | Luigi Ganna         | Carlo Galetti            | Giovanni Rossignoli      |
| 1910 | Carlo Galetti       | Eberardo Pavesi          | Luigi Ganna              |
| 1911 | Carlo Galetti       | Giovanni Rossignoli      | Giovanni Gerbi           |
| 1912 | Atala-Dunlop        | Peugeot-Wolber           | Gerbi                    |
| 1913 | Carlo Oriani        | Eberardo Pavesi          | Giuseppe Azzini          |
| 1914 | Alfonso Calzolari   | Pierino Albini           | Luigi Lucotti            |
| 1919 | Costante Girardengo | Gaetano Belloni          | Marcel Buysse            |
| 1920 | Gaetano Belloni     | Angelo Gremo             | Jean Alavoine            |
| 1921 | Giovanni Brunero    | Gaetano Belloni          | Bartolomeo Aimo          |
| 1922 | Giovanni Brunero    | Bartolomeo Aimo          | Giuseppe Enrici          |
| 1923 | Costante Girardengo | Giovanni Brunero         | Bartolomeo Aimo          |
| 1924 | Giuseppe Enrici     | Federico Gay             | Angiolo Gabrielli        |
| 1925 | Alfredo Binda       | Costante Girardengo      | Giovanni Brunero         |
| 1926 | Giovanni Brunero    | Alfredo Binda            | Arturo Bresciani         |
| 1927 | Alfredo Binda       | Giovanni Brunero         | Antonio Negrini          |
| 1928 | Alfredo Binda       | Giuseppe Pancera         | Bartolomeo Aimo          |
| 1929 | Alfredo Binda       | Domenico Piemontesi      | Leonida Frascarelli      |
| 1930 | Luigi Marchisio     | Luigi Giacobbe           | Allegro Grandi           |
| 1931 | Francesco Camusso   | Luigi Giacobbe           | Luigi Marchisio          |
| 1932 | Antonio Pesenti     | Jef Demuysere            | Remo Bertoni             |
| 1933 | Alfredo Binda       | Jef Demuysere            | Domenico Piemontesi      |
| 1934 | Learco Guerra       | Francesco Camusso        | Giovanni Cazzulani       |
| 1935 | Vasco Bergamaschi   | Giuseppe Martano         | Giuseppe Olmo            |
| 1936 | Gino Bartali        | Giuseppe Olmo            | Severino Canavesi        |
| 1937 | Gino Bartali        | Giovanni Valetti         | Enrico Mollo             |
| 1938 | Giovanni Valetti    | Ezio Cecchi              | Severino Canavesi        |
| 1939 | Giovanni Valetti    | Gino Bartali             | Mario Vicini             |
| 1940 | Fausto Coppi        | Enrico Mollo             | Giordano Cottur          |
| 1946 | Gino Bartali        | Fausto Coppi             | Vito Ortelli             |
| 1947 | Fausto Coppi        | Gino Bartali             | Giulio Bresci            |
| 1948 | Fiorenzo Magni      | Ezio Cecchi              | Giordano Cottur          |
| 1949 | Fausto Coppi        | Gino Bartali             | Giordano Cottur          |
| 1950 | Hugo Koblet         | Gino Bartali             | Alfredo Martini          |
| 1951 | Fiorenzo Magni      | Rik Van Steenbergen      | Ferdi Kübler             |
| 1952 | Fausto Coppi        | Fiorenzo Magni           | Ferdi Kübler             |
| 1953 | Fausto Coppi        | Hugo Koblet              | Pasquale Fornara         |
| 1954 | Carlo Clerici       | Hugo Koblet              | Nino Assirelli           |
| 1955 | Fiorenzo Magni      | Fausto Coppi             | Gastone Nencini          |
| 1956 | Charly Gaul         | Fiorenzo Magni           | Agostino Coletto         |
| 1957 | Gastone Nencini     | Louison Bobet            | Ercole Baldini           |
| 1958 | Ercole Baldini      | Jean Brankart            | Charly Gaul              |
| 1959 | Charly Gaul         | Jacques Anquetil         | Diego Ronchini           |
| 1960 | Jacques Anquetil    | Gastone Nencini          | Charly Gaul              |
| 1961 | Arnaldo Pambianco   | Jacques Anquetil         | Antonio Suárez           |
| 1962 | Franco Balmamion    | Imerio Massignan         | Nino Defilippis          |
| 1963 | Franco Balmamion    | Vittorio Adorni          | Giorgio Zancanaro        |
| 1964 | Jacques Anquetil    | Italo Zilioli            | Guido De Rosso           |
| 1965 | Vittorio Adorni     | Italo Zilioli            | Felice Gimondi           |
| 1966 | Gianni Motta        | Italo Zilioli            | Jacques Anquetil         |
| 1967 | Felice Gimondi      | Franco Balmamion         | Jacques Anquetil         |
| 1968 | Eddy Merckx         | Vittorio Adorni          | Felice Gimondi           |
| 1969 | Felice Gimondi      | Claudio Michelotto       | Italo Zilioli            |
| 1970 | Eddy Merckx         | Felice Gimondi           | Martin Van Den Bossche   |
| 1971 | Gösta Pettersson    | Herman Van Springel      | Ugo Colombo              |
| 1972 | Eddy Merckx         | José Manuel Fuente       | Francisco Galdós         |
| 1973 | Eddy Merckx         | Felice Gimondi           | Giovanni Battaglin       |
| 1974 | Eddy Merckx         | Gianbattista Baronchelli | Felice Gimondi           |
| 1975 | Fausto Bertoglio    | Francisco Galdós         | Felice Gimondi           |
| 1976 | Felice Gimondi      | Johan De Muynck          | Fausto Bertoglio         |
| 1977 | Michel Pollentier   | Francesco Moser          | Gianbattista Baronchelli |
| 1978 | Johan De Muynck     | Gianbattista Baronchelli | Francesco Moser          |
| 1979 | Giuseppe Saronni    | Francesco Moser          | Bernt Johansson          |
| 1980 | Bernard Hinault     | Wladimiro Panizza        | Giovanni Battaglin       |
| 1981 | Giovanni Battaglin  | Tommy Prim               | Giuseppe Saronni         |
| 1982 | Bernard Hinault     | Tommy Prim               | Silvano Contini          |
| 1983 | Giuseppe Saronni    | Roberto Visentini        | Alberto Fernández Blanco |
| 1984 | Francesco Moser     | Laurent Fignon           | Moreno Argentin          |
| 1985 | Bernard Hinault     | Francesco Moser          | Greg LeMond              |
| 1986 | Roberto Visentini   | Giuseppe Saronni         | Francesco Moser          |
| 1987 | Stephen Roche       | Robert Millar            | Erik Breukink            |
| 1988 | Andrew Hampsten     | Erik Breukink            | Urs Zimmermann           |
| 1989 | Laurent Fignon      | Flavio Giupponi          | Andrew Hampsten          |
| 1990 | Gianni Bugno        | Charly Mottet            | Marco Giovannetti        |
| 1991 | Franco Chioccioli   | Claudio Chiappucci       | Massimiliano Lelli       |
| 1992 | Miguel Indurain     | Claudio Chiappucci       | Franco Chioccioli        |
| 1993 | Miguel Indurain     | Pēteris Ugrjumovs        | Claudio Chiappucci       |
| 1994 | Jewgienij Bierzin   | Marco Pantani            | Miguel Indurain          |
| 1995 | Tony Rominger       | Jewgienij Bierzin        | Pēteris Ugrjumovs        |
| 1996 | Pawieł Tonkow       | Enrico Zaina             | Abraham Olano            |
| 1997 | Ivan Gotti          | Pawieł Tonkow            | Giuseppe Guerini         |
| 1998 | Marco Pantani       | Pawieł Tonkow            | Giuseppe Guerini         |
| 1999 | Ivan Gotti          | Paolo Savoldelli         | Gilberto Simoni          |
| 2000 | Stefano Garzelli    | Francesco Casagrande     | Gilberto Simoni          |
| 2001 | Gilberto Simoni     | Abraham Olano            | Unai Osa                 |
| 2002 | Paolo Savoldelli    | Tyler Hamilton           | Pietro Caucchioli        |
| 2003 | Gilberto Simoni     | Stefano Garzelli         | Jarosław Popowycz        |
| 2004 | Damiano Cunego      | Serhij Honczar           | Gilberto Simoni          |
| 2005 | Paolo Savoldelli    | Gilberto Simoni          | José Rujano              |
| 2006 | Ivan Basso          | José Enrique Gutiérrez   | Gilberto Simoni          |
| 2007 | Danilo Di Luca      | Andy Schleck             | Eddy Mazzoleni           |
| 2008 | Alberto Contador    | Riccardo Riccò           | Marzio Bruseghin         |
| 2009 | Dienis Mieńszow     | Carlos Sastre            | Ivan Basso               |
| 2010 | Ivan Basso          | David Arroyo             | Vincenzo Nibali          |
| 2011 | Michele Scarponi    | Vincenzo Nibali          | John Gadret              |
| 2012 | Ryder Hesjedal      | Joaquim Rodríguez        | Thomas De Gendt          |
| 2013 | Vincenzo Nibali     | Rigoberto Urán           | Cadel Evans              |
| 2014 | Nairo Quintana      | Rigoberto Urán           | Fabio Aru                |
| 2015 | Alberto Contador    | Fabio Aru                | Mikel Landa              |
| 2016 | Vincenzo Nibali     | Esteban Chaves           | Alejandro Valverde       |
| 2017 | Tom Dumoulin        | Nairo Quintana           | Vincenzo Nibali          |
| 2018 | Chris Froome        | Tom Dumoulin             | Miguel Ángel López       |
| 2019 | Richard Carapaz     | Vincenzo Nibali          | Primož Roglič            |
| 2020 | Tao Geoghegan Hart  | Jai Hindley              | Wilco Kelderman          |
| 2021 | Egan Bernal         | Damiano Caruso           | Simon Yates              |
| 2022 | Jai Hindley         | Richard Carapaz          | Mikel Landa              |
| 2023 | Primož Roglič       | Geraint Thomas           | João Almeida             |
| 2024 | Tadej Pogačar       | Daniel Felipe Martínez   | Geraint Thomas           |
| 2025 |                     |                          |                          |

## Koszulki i klasyfikacje

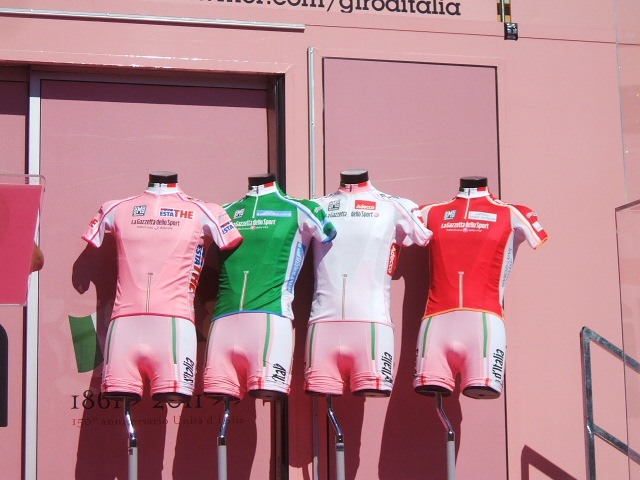
Koszulki Giro d’Italia

Podobnie jak w Tour de France, prowadzona jest generalna klasyfikacja. Prowadzący w klasyfikacji głównej jest liderem wyścigu i ma prawo noszenia tzw. Maglia rosa (różowa koszulka) – włoskiej odpowiedniczki maillot jaune. Kolor koszulki wziął się stąd, że La Gazzetta dello Sport, organizator i sponsor Giro, była drukowana na papierze koloru bladoróżowego. Lider klasyfikacji górskiej nosi koszulkę niebieską (Maglia azzurra), lider klasyfikacji punktowej – koszulkę koloru cyklamenowego a prowadzący w klasyfikacji młodzieżowej – podobnie jak w Tour de France białą koszulkę Maglia bianca.
Dawniej (w latach 1946-1951) prowadzona była klasyfikacja maglia nero (czarna koszulka), którą przyznawano ostatniemu kolarzowi w klasyfikacji generalnej. Organizatorzy postanowili przywrócić tę klasyfikację w roku 2008, jednak z powodu przepisów narzuconych przez UCI, ograniczających liczbę koszulek specjalnych do czterech, postanowiono „nagradzać” ostatniego kolarza czarnym numerem (numero nero) przypinanym do koszulki.

### Zwycięzcy pozostałych klasyfikacji
| Rok       | Górska                          | Punktowa               | Młodzieżowa        | Drużynowa                        |
| 2024      | Tadej Pogačar                   | Jonathan Milan         | Antonio Tiberi     | Decathlon-AG2R La Mondiale       |
| 2023      | Thibaut Pinot                   | Jonathan Milan         | João Almeida       | Bahrain Victorious               |
| 2022      | Koen Bouwman                    | Arnaud Démare          | Juan Pedro López   | Bahrain Victorious               |
| 2021      | Geoffrey Bouchard               | Peter Sagan            | Egan Bernal        | Ineos Grenadiers                 |
| 2020      | Ruben Guerreiro                 | Arnaud Démare          | Tao Geoghegan Hart | Team Ineos                       |
| 2019      | Giulio Ciccone                  | Pascal Ackermann       | Miguel Ángel López | Movistar Team                    |
| 2018      | Chris Froome                    | Elia Viviani           | Miguel Ángel López | Team Sky                         |
| 2017      | Mikel Landa                     | Fernando Gaviria       | Bob Jungels        | Movistar Team                    |
| 2016      | Mikel Nieve                     | Giacomo Nizzolo        | Bob Jungels        | Astana Pro Team                  |
| 2015      | Giovanni Visconti               | Giacomo Nizzolo        | Fabio Aru          | Astana Pro Team                  |
| 2014      | Julián Arredondo                | Nacer Bouhanni         | Nairo Quintana     | AG2R La Mondiale                 |
| 2013      | Stefano Pirazzi                 | Mark Cavendish         | Carlos Betancur    | Team Sky                         |
| 2012      | Matteo Rabottini                | Joaquim Rodríguez      | Rigoberto Urán     | Lampre-ISD                       |
| 2011      | Stefano Garzelli                | Michele Scarponi       | Roman Kreuziger    | Astana Pro Team                  |
| 2010      | Matthew Lloyd                   | Cadel Evans            | Richie Porte       | Liquigas-Doimo                   |
| 2009      | Stefano Garzelli                | Danilo Di Luca         | Kevin Seeldraeyers | Astana Pro Team                  |
| 2008      | Emanuele Sella                  | Daniele Bennati        | Riccardo Riccò     | CSF Group-Navigare               |
| 2007      | Leonardo Piepoli                | Alessandro Petacchi    | Andy Schleck       | Saunier Duval-Prodir             |
| 2006      | Juan Manuel Gárate              | Paolo Bettini          |                    | Phonak                           |
| 2005      | José Rujano                     | Paolo Bettini          |                    | Liquigas-Bianchi                 |
| 2004      | Fabian Wegmann                  | Alessandro Petacchi    |                    | Saeco Macchine per Caffè         |
| 2003      | Fredy González                  | Gilberto Simoni        |                    | Lampre-Merida                    |
| 2002      | Julio Alberto Pérez             | Mario Cipollini        |                    | Alessio-Bianchi                  |
| 2001      | Fredy González                  | Massimo Strazzer       |                    | Alessio-Bianchi                  |
| 2000      | Francesco Casagrande            | Dmitrij Konyszew       |                    | Mapei-Quick Step                 |
| 1999      | Chepe González                  | Laurent Jalabert       |                    | Vitalicio Seguros-Grupo Generali |
| 1998      | Marco Pantani                   | Mariano Piccoli        |                    | Mapei-Bricobi                    |
| 1997      | Chepe González                  | Mario Cipollini        |                    | Kelme-Costa Blanca               |
| 1996      | Mariano Piccoli                 | Fabrizio Guidi         |                    | Carrera Jeans-Tassoni            |
| 1995      | Mariano Piccoli                 | Tony Rominger          |                    | Gewiss-Ballan                    |
| 1994      | Pascal Richard                  | Dżamolidin Abdużaparow | Jewgienij Bierzin  | Carrera Jeans-Tassoni            |
| 1993      | Claudio Chiappucci              | Adriano Baffi          | Pawieł Tonkow      | Lampre-Polti                     |
| 1992      | Claudio Chiappucci              | Mario Cipollini        | Pawieł Tonkow      | GB-MG Maglificio                 |
| 1991      | Iñaki Gastón                    | Claudio Chiappucci     | Massimiliano Lelli | Carrera Jeans-Tassoni            |
| 1990      | Claudio Chiappucci              | Gianni Bugno           | Wołodomyr Pulnikow | ONCE                             |
| 1989      | Luis Herrera                    | Giovanni Fidanza       | Wołodomyr Pulnikow | Fagor-MBK                        |
| 1988      | Andy Hampsten                   | Johan van der Velde    | Stefano Tomasini   | Carrera Jeans-Vagabond           |
| 1987      | Robert Millar                   | Johan van der Velde    | Roberto Conti      | Panasonic-Isostar                |
| 1986      | Pedro Muñoz                     | Guido Bontempi         | Marco Giovannetti  | Supermercati Brianzoli           |
| 1985      | José Luis Navarro               | Johan van der Velde    | Alberto Volpi      | Alpilatte-Cierre                 |
| 1984      | Laurent Fignon                  | Urs Freuler            | Charly Mottet      | Renault-Elf                      |
| 1983      | Lucien Van Impe                 | Giuseppe Saronni       | Franco Chioccioli  | Gemeaz Cusin                     |
| 1982      | Lucien Van Impe                 | Francesco Moser        | Marco Groppo       | Bianchi-Piaggio                  |
| 1981      | Claudio Bortolotto              | Giuseppe Saronni       | Giuseppe Faraca    | Bianchi-Piaggio                  |
| 1980      | Claudio Bortolotto              | Giuseppe Saronni       | Tommy Prim         | Bianchi-Piaggio                  |
| 1979      | Claudio Bortolotto              | Giuseppe Saronni       | Silvano Contini    | SCIC                             |
| 1978      | Ueli Sutter                     | Francesco Moser        | Roberto Visentini  | Bianchi-Faema                    |
| 1977      | Faustino Fernández              | Francesco Moser        | Mario Beccia       | Flandria                         |
| 1976      | Andrés Oliva                    | Francesco Moser        | Alfio Vandi        | Brooklyn                         |
| 1975      | Andrés Oliva Francisco Galdós   | Roger De Vlaeminck     |                    | Brooklyn                         |
| 1974      | José Manuel Fuente              | Roger De Vlaeminck     |                    | Kas-Kaskol                       |
| 1973      | José Manuel Fuente              | Eddy Merckx            |                    | Molteni                          |
| 1972      | José Manuel Fuente              | Roger De Vlaeminck     |                    | Molteni                          |
| 1971      | José Manuel Fuente              | Franco Bitossi         |                    | Molteni                          |
| 1970      | Martin Vandenbossche            | Franco Bitossi         |                    | Faemino                          |
| 1969      | Claudio Michelotto              | Franco Bitossi         |                    | Faema                            |
| 1968      | Eddy Merckx                     | Eddy Merckx            |                    | Faema                            |
| 1967      | Aurelio González                | Dino Zandegù           |                    | Kas                              |
| 1966      | Franco Bitossi                  | Gianni Motta           |                    | Molteni                          |
| 1965      | Franco Bitossi                  |                        |                    | Salvarani                        |
| 1964      | Franco Bitossi                  |                        |                    | Saint-Raphaël-Gitane-Dunlop      |
| 1963      | Vito Taccone                    |                        |                    | Carpano                          |
| 1962      | Angelino Soler                  |                        |                    | Faema                            |
| 1961      | Vito Taccone                    |                        |                    | Faema                            |
| 1960      | Jacques Anquetil                |                        |                    | Ignis                            |
| 1959      | Charly Gaul                     |                        |                    | Atala-Pirelli-Lygie              |
| 1958      | Jean Brankart                   |                        |                    | Carpano                          |
| 1957      | Raphaël Géminiani               |                        |                    | Legnano                          |
| 1956      | Charly Gaul Federico Bahamontes |                        |                    | Atala                            |
| 1955      | Gastone Nencini                 |                        |                    | Atala                            |
| 1954      | Fausto Coppi                    |                        |                    | Girardengo                       |
| 1953      | Pasquale Fornara                |                        |                    | Ganna                            |
| 1952      | Raphaël Géminiani               |                        |                    | Bianchi-Pirelli                  |
| 1951      | Louison Bobet                   |                        |                    | Taurea                           |
| 1950      | Hugo Koblet                     |                        |                    | Fréjus                           |
| 1949      | Fausto Coppi                    |                        |                    | Wilier Triestina                 |
| 1948      | Fausto Coppi                    |                        |                    | Wilier Triestina                 |
| 1947      | Gino Bartali                    |                        |                    | Welter                           |
| 1946      | Gino Bartali                    |                        |                    | Legnano                          |
| 1941–1945 | II wojna światowa               | II wojna światowa      | II wojna światowa  | II wojna światowa                |
| 1940      | Gino Bartali                    |                        |                    | Gloria                           |
| 1939      | Gino Bartali                    |                        |                    | Fréjus                           |
| 1938      | Giovanni Valetti                |                        |                    | Gloria-Ambrosiana                |
| 1937      | Gino Bartali                    |                        |                    | Fréjus                           |
| 1936      | Gino Bartali                    |                        |                    | Legnano                          |
| 1935      | Gino Bartali                    |                        |                    | Fréjus                           |
| 1934      | Remo Bertoni                    |                        |                    | Gloria                           |
| 1933      | Alfredo Binda                   |                        |                    | Legnano                          |
| 1932      |                                 |                        |                    | Legnano                          |
| 1931      |                                 |                        |                    | Legnano                          |
| 1930      |                                 |                        |                    | Bianchi-Pirelli                  |
| 1929      |                                 |                        |                    | Legnano                          |
| 1928      |                                 |                        |                    | Legnano                          |
| 1927      |                                 |                        |                    | Legnano                          |
| 1926      |                                 |                        |                    | Legnano                          |
| 1925      |                                 |                        |                    | Legnano                          |
| 1924      |                                 |                        |                    | ?                                |
| 1923      |                                 |                        |                    | Legnano                          |
| 1922      |                                 |                        |                    | Legnano                          |
| 1921      |                                 |                        |                    | Bianchi-Dunlop                   |
| 1920      |                                 |                        |                    | Bianchi-Pirelli                  |
| 1919      |                                 |                        |                    | Stucchi-Dunlop                   |
| 1915-1918 | I wojna światowa                | I wojna światowa       | I wojna światowa   | I wojna światowa                 |
| 1914      |                                 |                        |                    | Stucchi-Dunlop                   |
| 1913      |                                 |                        |                    | Maino                            |
| 1912      |                                 |                        |                    | Atala-Dunlop                     |
| 1911      |                                 |                        |                    | Bianchi                          |
| 1910      |                                 |                        |                    | Atala-Continental                |
| 1909      |                                 |                        |                    | Atala-Dunlop                     |